# Гаплогруппа U7b (мтДНК)
Гаплогруппа U7b — гаплогруппа митохондриальной ДНК человека.

## Субклады
- U7b1 A13395G . T16271C
- U7b10 A9063G
- U7b11 T8793C
- U7b12 G5773A
- U7b2 C285CA . T9480C . A16162d
- U7b3 A11065G
- U7b4 A15046G
- U7b5 A1736G
- U7b6 T14798C
- U7b7 G4841A
- U7b8 A9350C
- U7b9 C498T

## Палеогенетика

### Бронзовый век
Майкопская культура (степная)
- SA6001 / BZNK-004/3 — Шарахалсун 6, курган 2, grave 17 — Шарахалсун, Россия — 3619–3369 calBCE — Ж — U7b.[1]
- SA6004 / BZNK-003/4 — Шарахалсун 6, курган 2, grave 18 — Шарахалсун, Россия — 3336–3105 calBCE — М — Q1a2 (>L933) : U7b.[1]

Гандхарская культура
- I12147 — Katelai, grave 145, single burial, 566 — Сват (Пакистан) — 1207–1014 calBCE — М — R2a3a2b2c (Y1334) : U7b.[2]
- I12465 — Katelai, grave 186, single burial, 603 — Сват (Пакистан) — 1000–800 BCE — М — J2a (L25>F3133>Z7706) : U7b.[2]

## Публикации
2019
- Wang, C., Reinhold, S., Kalmykov, A. et al. Ancient human genome-wide data from a 3000-year interval in the Caucasus corresponds with eco-geographic regions. Nature Communications (4 февраля 2019). Архивировано 16 мая 2018 года.
- Narasimhan V., Patterson N., Moorjani P. et al. The formation of human populations in South and Central Asia. Science (6 сентября 2019). Архивировано 31 марта 2018 года.